# HD66748
HD66748 — хімічно пекулярна зоря спектрального класу
A2 й має видиму зоряну величину в смузі V приблизно 10,2.